# Peter Dittrich
Peter Dittrich (* 31. Juli 1931 in Teplitz-Schönau, Tschechoslowakei; † 10. August 2009 in Petershagen/Eggersdorf) war ein deutscher Karikaturist und Filmschaffender.

## Leben
Dittrich, der seit 1940 in Dresden aufwuchs, aber 1945 vorübergehend in seine Heimat zurückkehrte, studierte mit einem Goethestipendium von 1948 bis 1951 an der Hochschule für Bildende Künste Dresden bei Erich Fraaß und Otto Dix, dann bis 1952 bei Ernst Rudolf Vogenauer an der Kunsthochschule Berlin-Weißensee. Ab 1952 war er als Zeichner für die Zeitschrift Frischer Wind tätig, aus der 1954 die satirische Zeitschrift Eulenspiegel entstand; bis 1993 zeichnete er hauptsächlich für diese Zeitschrift, aber auch für andere Publikationen. Ende der 1950er Jahre war Dittrich auch für den Deutschen Fernsehfunk in der Sendereihe „Zeitgezeichnet“ tätig, in der vor den Augen des Publikums auf einer Glasscheibe das politische Zeitgeschehen karikiert wurde. Ab 1993 lebte er zurückgezogen in Petershagen bei Berlin, wo er an Krebs starb. Er war bis 1990 Mitglied des Verbands Bildender Künstler der DDR.
Bekannt wurde er durch seine über zwei Seiten reichenden detailreichen „Wimmelbilder“. Kriegsmaschinerien und apokalyptische Bilder gehörten zu seinen Lieblingsmotiven. Er nahm die Datschen- und Schrebergartenwelt der DDR-Bürger aufs Korn und prangerte Ungerechtigkeit, Dummheit und Gier des Westens an. Weiterhin schrieb er Drehbücher für Kurz- und Trickfilme, entwickelte ihr Szenarium und zeichnete den animierten Fernsehfilm Der Schneesturm (Regie Walter Heynowski).

## Ehrungen
- 1963: Silberner Lorbeer des Deutschen Fernsehfunks
- 1972: Preis des Weltfriedensrats
- 1973: Preis des Sowjetischen Journalistenverbands
- 1986: 1. Preis der satirischen Zeitschrift Jesch im III. Internationalen Karikaturenwettbewerb in Belgrad
- 1989: Banner der Arbeit (im Kollektiv)
- Vaterländischer Verdienstorden in Bronze.[3]

## Karikaturen (Auswahl)
- Uncle Sam zu John Bull: „Das erste Glas für Dich, denn ich bin Gentleman“ (ausgestellt 1953 auf der Dritten Deutschen Kunstausstellung)[4]
- Straußberg. Er will dem Leben dienen (ausgestellt 1958/1959 auf der Vierten Deutschen Kunstausstellung)[5]
- Trauer im Hause Pferdmenges (ausgestellt 1958/1959 auf der Vierten Deutschen Kunstausstellung)[6]
- Ritter, Tod und Teufel (1971, Federzeichnung, 35 × 23,7 cm)[7]

## Schriften/Buchillustrationen (Auswahl)
- Peter Dittrich, Jo Schulz: Mensch, benimm dir! Vorgezeichnet. Eulenspiegel-Verlag, Berlin, 19
- Majoli Büttner: Berliner Lesebogen Nr. 38. Hille reist ins Jahr 2000: Eine phantastische Erzählung. Kinderbuchverlag, Berlin, 1956
- Arwed Bouvier: Kultur und Moll. Eine Sammlung kunstbeflissener Betrachtungen. Eulenspiegel-Verlag, Berlin, 1959
- Inventur bei Peter Dittrich. Eulenspiegel Verlag Berlin, 1963

## Filmografie
- 1963: Das Stacheltier: Was darfs denn sein
- 1961: Tante Minna, ihr Hund und die Wissenschaft
- 1961: Da helfen keine Pillen
- 1961: Der Schneesturm
- 1961: Die Anatomie des Dr. A
- 1959: Tante Minna und der polytechnische Unterricht
- 1959: Hoppla, jetzt kommt Willy!

## Ausstellungen (unvollständig)

### Teilnahme an zentralen und wichtigen regionalen Ausstellungen in der DDR
- 1953, 1958, 1967/1968, 1972/1973 und 1987/1988: Dresden, Deutsche Kunstausstellungen bzw. Kunstausstellungen der DDR
- 1954: Berlin, Zentrales Haus der Deutsch-Sowjetischen Freundschaft („I. Deutsche Karikaturenausstellung“)
- 1970: Berlin, Altes Museum („Im Geiste Lenins“)
- 1974: Dresden, Kupferstichkabinett („Zeichnungen in der Kunst der DDR“)
- 1981: Dresden, Ausstellungszentrum am Fučík-Platz („25 Jahre NVA“)
- 1985: Erfurt, Gelände der Internationalen Gartenbauausstellung („Künstler im Bündnis“)
- 1986: Greiz, Sommerpalais der Staatlichen Museen (4. Karikaturenbiennale der DDR mit „Satiricum“)
- 1988: Berlin, Ausstellungszentrum am Fernsehturm („America latina. Lateinamerika in der bildenden Kunst der DDR“)

### Ausstellungen seit der deutschen Wiedervereinigung
- 1999: Geteilt – Vereint (Sammelausstellung) im Haus der Geschichte[8]
- 2011: Pause im Klassenkampf – Der Zeichner Peter Dittrich (1931–2009) im Cartoonmuseum Brandenburg[3]